# Ałfierjewka (rejon penzeński)
Ałfierjewka (ros. Алферьевка) – wieś (sieło) w Rosji, w obwodzie penzeńskim, w rejonie penzeńskim. W 2010 liczyła 1666 mieszkańców.